# Trachysphaera gasparoi
Trachysphaera gasparoi är en mångfotingart som beskrevs av Pius Strasser 1981. Trachysphaera gasparoi ingår i släktet Trachysphaera och familjen Doderiidae. Inga underarter finns listade i Catalogue of Life.